# Louise Bennett-Coverley
Louise Simone Bennett-Coverley, o Miss Lou (Kingston, 7 de septiembre de 1919-Toronto, 26 de julio de 2006), fue una poeta, folclorista, escritora y educadora jamaicana. Al escribir e interpretar sus poemas en patois o criollo jamaicano, trabajó para preservar la práctica de presentar la poesía, las canciones populares y los cuentos en patois ("lengua de la nación"), estableciendo la validez de las lenguas locales para la expresión literaria.

## Biografía
Nació el 7 de septiembre de 1919 en North Street en Kingston, Jamaica. Fue la única hija de Augustus Cornelius Bennett, el dueño de una panadería en Spanish Town, y de Kerene Robinson, una modista. Después de la muerte de su padre en 1926, fue criada principalmente por su madre. Asistió a la escuela primaria en Ebenezer y Calabar, y continuó en el St. Simon's College y en el Excelsior College, en Kingston. En 1943 se matriculó en Friends College en Highgate, St Mary, donde estudió folclore jamaicano. Ese mismo año su poesía se publicó por primera vez en el Sunday Gleaner. En 1945 fue la primera alumna negra que estudió en la Royal Academy of Dramatic Art (RADA) de Londres tras recibir una beca del British Council.

### Carrera profesional
Luego de graduarse en la RADA, trabajó con compañías de repertorio en Coventry, Huddersfield y Amersham, así como en revistas íntimas en toda Inglaterra. Durante su estadía en el país, presentó dos programas de radio para la BBC: Caribbean Carnival (1945-1946) y West Indian Night (1950).
Trabajó para la Comisión de Bienestar Social de Jamaica desde 1955 hasta 1959 y enseñó folclore y teatro en la Universidad de las Indias Occidentales. De 1965 a 1982 produjo Miss Lou's Views, una serie de monólogos radiofónicos, y en 1970 comenzó a presentar el programa de televisión infantil Ring Ding. Emitido hasta 1982, el programa se basó en la creencia de Bennett de que «de pickney-dem learn de sinting dat belong to dem» (que los niños aprendan sobre su herencia). Como parte del programa, se invitaba a niños de todo el país a compartir sus talentos artísticos al aire. Además de sus apariciones en televisión, apareció en varias películas, incluidas Calypso (1958), Quien tiene un amigo tiene un tesoro (1981) y Club Paradise (1986).
Escribió varios libros y poesías en patois jamaiquino, lo que ayudó a que se reconociera como una «lengua nacional» por derecho propio. Su obra influyó en muchos otros escritores, incluidos Mutabaruka, Linton Kwesi Johnson y Yasus Afari, que lo utilizaron de manera similar. También publicó numerosas grabaciones de música folclórica tradicional jamaicana y grabaciones de sus programas de radio y televisión, incluidos Jamaican Folk Songs, Children's Jamaican Songs and Games, Miss Lou's Views (1967), Listen to Louise (1968), Carifesta Ring Ding (1976), y The Honorable Miss Lou. Se le atribuye haber dado a Harry Belafonte la base de su éxito de 1956 Day-O (The Banana Boat Song)  al contarle sobre la canción popular jamaicana Hill and Gully Rider (cuyo nombre también es "Day Dah Light").

### Fallecimiento y funeral
Vivió la última década de su vida en Scarborough, Ontario. Murió el 27 de julio de 2006 en el Hospital Scarborough Grace tras sufrir un colapso en su casa. El 3 de agosto de 2006 se llevó a cabo un funeral en Toronto, después de lo cual su cuerpo fue trasladado en avión a Jamaica para ser velado en el National Arena el 7 y 8 de agosto. El 9 de agosto de 2006 se celebró un funeral en Kingston, en la Iglesia Metodista Coke, en East Parade, seguido de su entierro en la sección de iconos culturales del Parque de los Héroes Nacionales del país.

## Vida personal
Estuvo casada con Eric Winston Coverley, uno de los primeros artistas y promotores del teatro jamaicano, desde el 30 de mayo de 1954 hasta su muerte en agosto de 2002. Juntos tuvieron un hijo, Fabian.

## Importancia cultural y legado
Basil Bryan, cónsul general de Jamaica, elogió a Bennett como una inspiración para los jamaiquinos, ya que «presentó con orgullo el idioma y la cultura jamaicana a un mundo más amplio y hoy somos los beneficiarios de esa audacia». Fue aclamada por muchos por su éxito en establecer la validez de las lenguas locales para la expresión literaria. Un aspecto importante de su escritura fue su ubicación en espacios públicos como tranvías, escuelas e iglesias, lo que permitió a los lectores verse reflejados en su obra, antes y después de la independencia. También se le atribuye a sus escritos el mérito de haber aportado una perspectiva única sobre las experiencias sociales cotidianas de las mujeres de clase trabajadora en un paisaje poscolonial.

### Archivo
En 2011, su familia donó fotografías, grabaciones audiovisuales, correspondencia, premios y otros materiales relacionados con ella a la Biblioteca de la Universidad McMaster, con la intención de tener secciones seleccionadas de los fondos, que datan de 1941 a 2008, digitalizadas y disponibles en línea como parte de un archivo digital. Una selección de sus documentos personales también se encuentra disponible en la Biblioteca Nacional de Jamaica. Presentados en octubre de 2016, los Archivos de Miss Lou contienen material de archivo inédito que incluye fotografías, grabaciones de audio, diarios y correspondencia. Bennett donó los fondos de los Archivos de Miss Lou a la biblioteca cuando se preparaba para fijar su residencia en Canadá.

## Premios y honores
Recibió numerosos honores y premios por su trabajo en la literatura y el teatro de Jamaica. En reconocimiento a sus logros, el Harbourfront Centre, una organización cultural sin fines de lucro en Toronto, Ontario, Canadá, tiene un lugar llamado Miss Lou's Room. La Universidad de Toronto alberga beca de intercambio Louise Bennett en Estudios Literarios del Caribe para estudiantes de la Universidad de las Indias Occidentales. Sus otros premios y honores incluyen:
- Miembro de la Excelentísima Orden del Imperio Británico (1960)[5][25]
- Premio Norman Manley a la excelencia (1972)[26]
- Orden de Jamaica (1974)[25]
- Medalla Musgrave (1978)
- Doctor honoris causa en Letras - Universidad de York (1998)[27]
- Orden del Mérito de Jamaica (2001)

## Publicaciones seleccionadas

### Libros
- Anancy Stories And Poems In Dialect. Kingston, Jamaica: The Gleaner Co. Ltd (1944).
- Laugh with Louise: A pot-pourri of Jamaican folklore. Kingston: City Printery. 1961. OCLC 76815511.
- Jamaica Labrish. Jamaica: Sangster's Book Stores. 1966. OCLC 1968770.
- Selected Poems. Jamaica: Sangster's Book Stores. 1982.
- Auntie Roachy Seh. Jamaica: Sangster's Book Stores. 1993.

### Grabaciones
- Jamaican Folk Songs. New York: Folkways. 1954. OCLC 255714807.
- Yes m'dear: Miss Lou live! (en inglés). Sonic Sounds. 1982. OCLC 23971117.